# Cavalleria (llinatge)
Els Cavalleria o de la Cavalleria foren una família aragonesa d'origen jueu amb una branca important convertida al cristianisme el segle xv. Provenien del llinatge hebreu dels ben Labí de Saragossa, i adoptaren el nom de Cavalleria per les relacions que tengueren amb els templers del segle xiii ençà. Una branca d'aquesta família s'establí a Mallorca el segle xv, on es relacionà amb la noblesa de l'illa i s'extingí a final del segle xviii; la casa pairal de la família ha donat nom a un carrer de Palma, el carrer de Can Cavalleria.

## Orígens
A partir del regnat del Rei en Jaume assoliren una gran influència, com a prestadors però també com a funcionaris de l'administració reial i financers i també com a literats. Jahudan de Cavalleria fou batle de Saragossa i de València el segle xiii, i Vidal Benvenist de la Cavalleria fou un destacat poeta.
A començament del segle xv, una de les dues branques principals es convertí al cristianisme. Destacaren el jurista Pere de la Cavalleria i els consellers i oficials de Joan II i Ferran II: Lluís, Felip, Jaume i Alfons de la Cavalleria. S'emparentaren amb famílies nobles aragoneses i castellanes. Però la nova Inquisició, establerta el 1478, els perseguí, i molts membres foren penitenciats o executats per judaïtzants, si bé el rei n'aconseguí salvar qualcun. Els seus descendents continuaren d'exercir un paper important el segle xvi i més enllà.

## La branca mallorquina

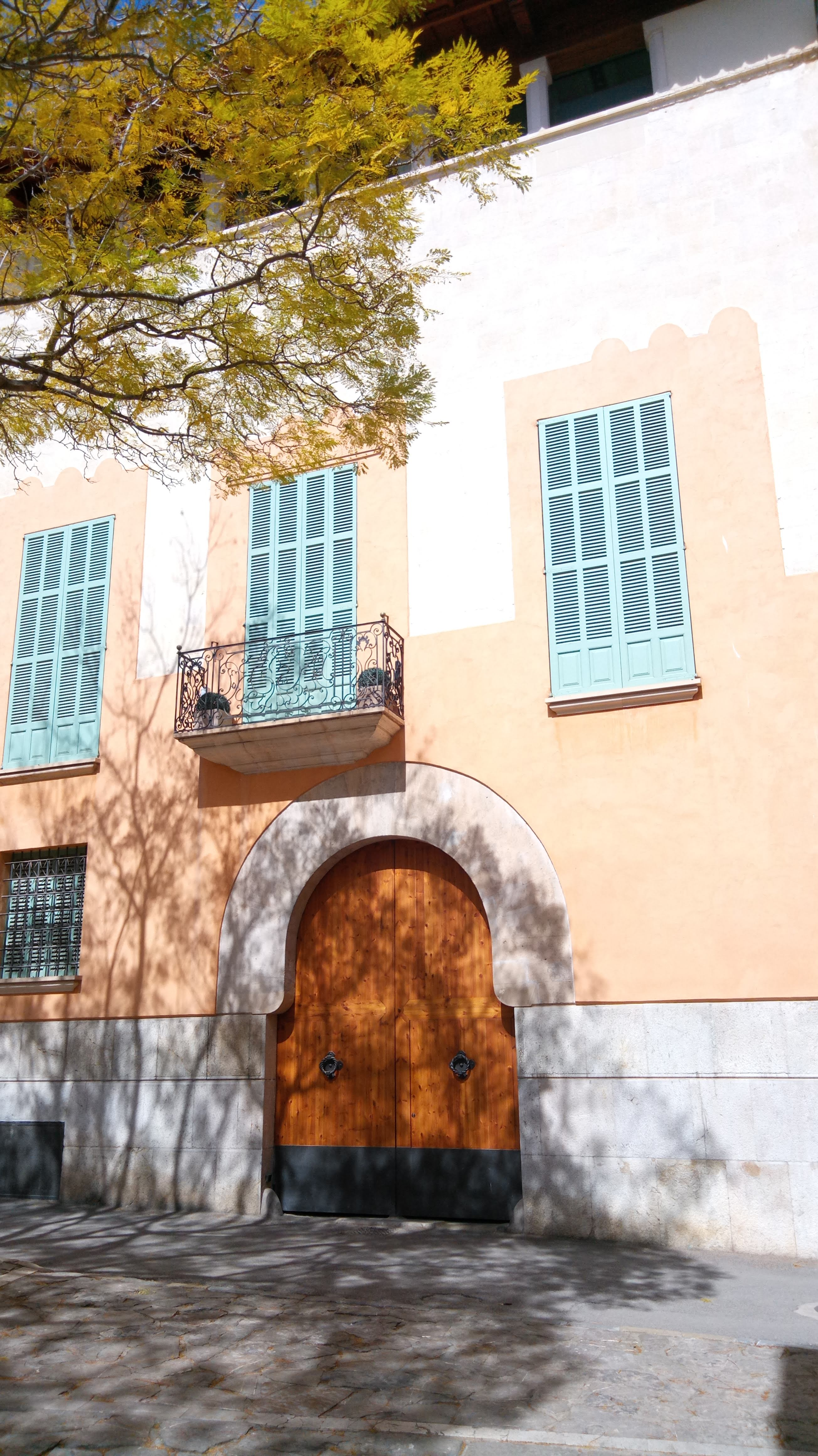
Can Trullols, una de les dues cases en què fou dividit Can Cavalleria.

Un dels represaliats per la Inquisició, Martí de la Cavalleria i de la Cabra aconseguí fugir a Mallorca procedent de Saragossa. Es casà amb Beatriu Pardo i Nunis, també aristòcrata conversa, i propietària del fideïcomís de Biniforani, que s'afegí a les propietats dels Cavalleria. Net seu fou Martí de la Cavalleria i Moix, capità de l'expedició de Ferran el Catòlic a Nàpols el 1506 i casat amb la seva cosina Beatriu de la Cavalleria i Pardo, filla de Pere de la Cavalleria i Pardo i de Beatriu Pardo i de Torrella. Alfons de la Cavalleria i Vida, descendent seu, senyor de Biniforani, fou alcaid de Bellver. S'establiren a l'antic carrer del Forn Cremat, que d'ençà del segle xviii s'anomena carrer de Can Cavalleria. El donzell Jeroni Pau de la Cavalleria i Descatlar estigué implicat en l'assassinat del jutge Jaume Joan de Berga i de Sales (1619), motiu pel qual fou executat i la família dels Cavalleria condemnada a no ocupar càrrecs de govern. Per aquesta raó, els Cavalleria no tornaren a tenir la influència que havien tengut ni a relacionar-se amb les grans famílies de la noblesa mallorquina.
El darrer membre de la família que portà el cognom fou Ramon de la Cavalleria i Suau de Ventimiglia, militar que fou nomenat sergent major de Palma per la defensa organitzada el 1770 per por d'una invasió estrangera. Morí sense descendència el gener de 1788 i els seus vincles passaren als seus nebots, que dividiren la casa pairal dels Cavalleria en dues i totes dues acabaren venudes: una passà als Morell i l'altra als Safortesa. Actualment són anomenades Can Trullols i Can Serra i totes dues són incloses dins el Catàleg de Patrimoni de Palma.
El seu escut era un cavall d'argent sobre camp d'atzur.